# Дебу, Иосиф Львович
Иосиф Львович Дебу (1774—1842) — генерал-майор, тайный советник, сенатор, Оренбургский гражданский губернатор.

## Биография
Родился в Тоскане, в городе Ливорно, 19 декабря 1774 года. Дебу происходил из знатной древней французской фамилии, известной с XIII века.
Прибыв в 1781 году вместе с отцом, доктором Пизанского университета Львом Львовичем Дебу, в Санкт-Петербург и получив здесь первоначальное образование в Инженерном шляхетном кадетском корпусе, Дебу в 1793 году вступил в военную службу в лейб-гвардии Семёновский полк.
Служил последовательно в полках Изюмском легкоконном полку (в 1796 году) и с 1787 года Кексгольмском полку, в 1798 году произведён в майоры и в 1799 году в этом полку был назначен командиром гренадерского батальона. В следующем году переведён в Литовский мушкетерский полк с чином подполковника. 23 марта 1806 года Дебу был назначен командиром Калужского мушкетерского полка и 24 апреля произведён в полковники.
В 1806—1807 годах был в походе в Восточной Пруссии, временно командовал попеременно тремя полками и участвовал почти во всех сражениях против французов. Литовский пехотный полк под его начальством овладел Деппенским мостом, занятым французским авангардом под предводительством маршала Нея. За это отличие прусский император пожаловал Дебу «Pour le Mérite»
В 1809 году Дебу был командирован в Эстляндию для защиты берегов Финского залива против ожидаемой десантной высадки шведов и 16 ноября назначен шефом Казанского пехотного полка на Кавказ.

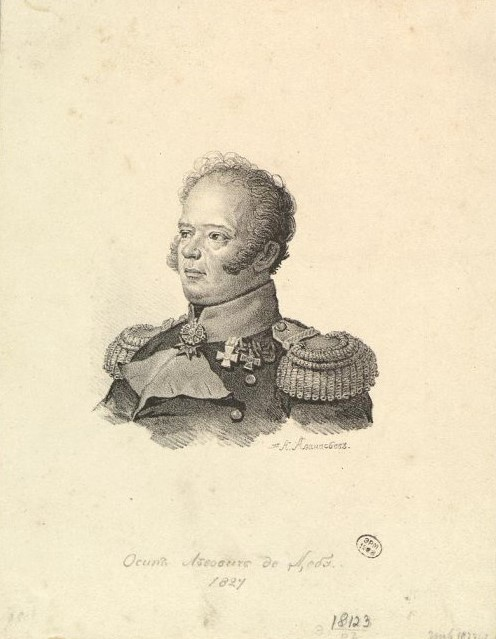
Портрет 1840-1842 гг.

С Казанским полком Дебу в 1810 году принимал участие в экспедиции против кабардинцев и отличился в сражении при переправе войск через Терек. В 1813 году Дебу назначен командиром левого фланга Кавказской линии и особенно успешно боролся с несколько раз появлявшейся чумой энергичными распоряжениями по Моздокскому карантину. 30 августа 1816 года Дебу был произведён в чин генерал-майора и назначен командиром 1-й бригады 22-й пехотной дивизии и начальником правого фланга Кавказской линии. 13 февраля 1823 года Дебу был награждён орденом св. Георгия 4-й степени (№ 3627 по кавалерскому списку Григоровича — Степанова).
В 1824 году состоялось через графа Аракчеева высочайшее повеление внести Дебу в список кандидатов гражданских губернаторов; расстроенное здоровье не позволило ему продолжать военной службы, и в 1826 году он оставил её и по этому случаю был переименован в действительные статские советники, и в следующем, 1827 году был назначен Оренбургским гражданским губернатором.
В бытность Дебу Оренбургским губернатором, в 1829 году в Оренбурге сильно свирепствовала холера, которая потом с эпидемической быстротой распространилась по всей губернии. Дебу лично, в сопровождении медицинского чиновника, посетил многие зараженные места в губернии и своими распоряжениями значительно способствовал устранению почти неизбежных при карантинном оцеплении столкновений между населением и медико-полицейским персоналом. Жители города Уфы, в благодарность за особую деятельность Дебу по прекращению холеры в их городе, поднесли ему благодарственный адрес.
В 1832 году Дебу был пожалован в тайные советники и назначен присутствующим сенатором сперва в Санкт-Петербургском правительствующем сенате по 7-му департаменту, а потом, по его желанию, в Московском.
Во время пребывания на Кавказе Дебу написал «Записку о Кавказской линии и присоединенных к оной Черноморских войсках», изданные им потом, в 1829 году, в Москве. Записка эта представляет собою результат личных наблюдений и изучения Кавказского края и заключают в себе обильные сведения о крае, до того времени ещё малоизвестном. В 1837 году Дебу издал в Москве «Топографическое и статистическое описание Оренбургской губернии». Оба эти сочинения были удостоены Высочайшего внимания.
Среди прочих наград Дебу имел знак отличия за сорокапятилетнюю государственную службу и состоял кавалером орденов Св. Владимира 4-й степени и Св. Анны 1-й степени.
Умер 10 апреля 1842 года в Москве, похоронен на Введенском кладбище (могила утрачена).